# Por fin solos (serie de televisión de 2016)
Por fin solos es una serie transmitida por TVN durante el primer semestre del 2016. La producción se desarrolla en tres parejas mostrando su relación e intimidad tanto en la vida como en la cama. Está protagonizada por Elisa Zulueta, Benjamín Vicuña, Daniel Muñoz, Francisca Gavilán, Luciana Echeverría y Gabriel Cañas.

## Argumento
La nueva serie de parejas de TVN sigue la vida de tres parejas muy distintas que no interactúan entre sí, y no se conocen. La primera pareja la componen Catalina (Elisa Zulueta) y Gonzalo (Benjamín Vicuña), una pareja de treintañeros con un hijo, después de que su hijo creció lo suficiente para dormir solo, al fin la pareja podrá estar sola para tener su intimidad. La segunda pareja la componen los veinteañeros Franco (Gabriel Cañas) y Natalia (Luciana Echeverría), dos jóvenes que, a pesar de no conocerse lo suficiente, se mudan juntos y demostrarán que el amor que sienten es verdadero. La última pareja la componen Cecilia (Francisca Gavilán) y Roberto (Daniel Muñoz), dos cuarentones que tras muchas peleas intentarán que su amor no acabe.

## Elenco
- Benjamín Vicuña como Gonzalo Muñoz.
- Elisa Zulueta como Catalina Carranza.
- Daniel Muñoz como Roberto Aguilera.
- Luciana Echeverría como Natalia Sierra.
- Francisca Gavilán como Cecilia Martínez.
- Gabriel Cañas como Franco Farías.

## Premios y nominaciones
| 2017 | Premios Caleuche |                          |                   |          |
| 2017 | Premios Caleuche | Mejor actriz protagónica | Francisca Gavilán | Ganadora |
| 2017 | Premios Caleuche | Mejor actor protagónico  | Gabriel Cañas     | Nominado |
| 2017 | Premios Caleuche | Mejor actor protagónico  | Daniel Muñoz      | Nominado |